# Paulus af Uhr
Paulus Reinhold af Uhr (* 25. Januar 1892 in Uppsala, Schweden; † 28. April 1972 ebenda) war ein schwedischer Generalmajor und Leichtathlet.
Paulus af Uhr nahm an den Olympischen Spielen 1912 in Stockholm im Hochsprung teil. Er konnte sich nicht für das Finale qualifizieren und teilte sich mit übersprungenen 1,70 m mit vier weiteren Athleten den 23. Platz. 1914 gelang ihm ein Sprung über 1,884 m. Dieser Sprung war neuer schwedischer Landesrekord.
1913 war af Uhr dem schwedischen Militär beigetreten. Im Jämtland Schützenregiment diente er als Löjtnant. Nach Gründung der schwedischen Luftstreitkräfte 1926 wechselte af Uhr in diese Waffengattung und wurde zum Kapten befördert (entspricht dem Hauptmann). Von 1931 bis 1933 studierte er an der Militärakademie in Uppsala. Nach Abschluss des Studiums wurde er zum Leiter der Bildungsabteilung der Luftstreitkräfte ernannt. 1942, nach seiner Beförderung zum Generalmajor, löste er Bengt Nordenskiöld als Kommandeur des 1. Flygeskadern ab. Diese Funktion hatte er bis 1952 inne.
Schon 1939 wurde af Uhr Präsident des Königlich schwedischen Aero Clubs. Nachdem er 1952 das Militär verlassen hatte, wurde er zum Direktor des schwedischen Helikopterherstellers Osterman Aero AB. 1957 zog er sich ins Privatleben zurück. Am 28. April 1972 verstarb er in seiner Heimatstadt Uppsala.